# یان کونتی
یان کونتی (انگلیسی: Jan Koutný؛ ۲۴ ژوئن ۱۸۹۷ – ۱۸ ژوئیهٔ ۱۹۷۶) ژیمناست هنری اهل چکسلواکی بود.
از افتخارات وی میتوان به کسب مدال نقره پرش از خرک در بازی‌های المپیک تابستانی ۱۹۲۴ و مدال نقره تمامی اسباب تیمی در بازی‌های المپیک تابستانی ۱۹۲۸ اشاره کرد.